# Кажимеж Костанецки
Кажѝмеж Телѐсфор Костанѐцки (на полски: Kazimierz Telesfor Kostanecki) е полски лекар анатом, цитолог, професор и ректор на Ягелонския университет, председател на Полската академия на знанията (1929 – 1934), депутат в Сейма на Галиция и Лодомерия, брат на икономиста Антони Костанецки и химика Станислав Костанецки.
Арестуван на 6 ноември 1939 година от немските окупационни власти в рамките на акцията „Sonderaktion Krakau“. Изпратен е в концентрационен лагер „Заксенхаузен“, където на 11 януари 1940 година умира.

## Трудове
- Beiträge zur vergleichenden Anatomie der Tubengaumenmusculatur (1890)
- Badania nad zapłodnionemi jajkami jeżowców (1895)
- Über das Verhältnis der Centrosomen zum Protoplasma (1896)
- Über die Herkunft der Teilungscentren der ersten Furchungsspindel im befruchteten Ei (1906)
- Descensus testiculorum (1910)
- Znaczenie morfologiczne fałdów otrzewnej koło kiszki ślepej i wyrostka robaczkowego człowieka (1913)
- Le „vrai“ caecum du daman : signification du „vinculum ileocaecale“ (1922)
- Explication de la connexion entre le caecum et l'ombilic chez l'embryon du cheval (1923)
- Le caecum des vertébrés (Y compris l'Appendice vermiculaire). Morphologie et signification fonctionelle (1926)
- Le trajet des caecums de la grande Outarde (Otis tarda) (1930)
- L'évolution du segment latéral du ligament large et son rapport avec le repli dit ligament appendiculo-ovarien de Clado (1930)